# Galeodopsis
Galeodopsis es un género de arácnido  del orden Solifugae de la familia Galeodidae.

## Especies
Las especies de este género son:
- Galeodopsis bilkjeviczi (Birula, 1907)
- Galeodopsis birulae (Hirst, 1912)
- Galeodopsis cyrus (Pocock, 1895)
- Galeodopsis strandi Birula, 1936
- Galeodopsis tripolitanus (Hirst 1912)